# Ezekiel Alebua
Ezekiel Alebua (* 1947; † 7. August 2022 in Haimatua) war vom 1. Dezember 1986 bis zum 1. Dezember 1989 Premierminister der Salomonen.
Alebua war Außenminister seines Landes von 1981 bis 1982. Von 1998 bis 2003 war er Gouverneur der Provinz Guadalcanal. Einige Leute nahmen es ihm übel, dass er nicht die Unabhängigkeitsbewegung der Provinz unterstützte. Er wurde am 1. Juni 2001 bei einem Attentat verletzt. Während seiner Zeit in der nationalen Politik war er Mitglied der Solomon Islands United Party.